# Bridgestone
A Bridgestone Corporation (株式会社ブリヂストン, Kabusikigaisa Buridzsiszuton) japán gumiabroncsgyártó, amit Isibasi Sódzsiró alapított 1931-ben Japánban. A Bridgestone név az isibasi japán szóból ered, aminek a jelentése kőhíd, angolul stone bridge. A Bridgestone gumigyárak világszerte 24 országban megtalálhatóak, 141 gyárat tartanak számon a 2009-es adatok alapján.
A 2009-es januári adatok alapján a Bridgestone a legnagyobb gumigyártó a piacon, megelőzve a Michelint, a Goodyeart, a Continentalt és a Pirellit.
A Bridgestone gyáraiban készülnek az eredetileg amerikai Firestone és a Dayton gumiabroncsok is.

## Története

### Eredete
Egy japán zokniról, a tabiról, elneveztek egy céget. Ezek után egy japán üzletember, aki a Tabi Shocks vállalat gumiabroncs gyártás ágán dolgozott, elhatározta, hogy kiszáll az üzletből, és egy teljesen új vállalkozást alapít. 1931. március 1-jén megalapította a Bridgestone gyárat, ami az ő nevéről kapta a nevét (isi = kő, angolul: stone, basi = híd, angolul: bridge).
A cégnek az egyik leányvállalata, a Bridgestone Tire Co. Ltd emelkedett ki, hiszen az európai és az észak-amerikai kontinens számára is gyártott gumiabroncsokat. Japánban viszont a termelés és maga a technológia is visszaesett sok területen az első napokban. Végül javuló tendenciát mutatott a gyár, számos gyártási folyamatba fogtak bele, és elérték azt, hogy az üzlet eredményes legyen nem csak a hazai, hanem a tengerentúli piacokon is.

### Kihívás alatt: a II. világháború
A második világháború egész Japánt sújtotta, így a cégek profitja is jelentősen csökkent. 1945-ben egy légibombázás során a gumigyár központját elveszítette Tokióban, így az összes külföldről érkezett nyereségétől búcsút mondhatott. Azonban a Jokohamában működő gyár megúszta az esetet, így a gyártás továbbra sem ért véget, még akkor sem, amikor 46 napon át a dolgozók sztrájkoltak.
Miután a háború véget ért, a Bridgestone belefogott a motorkerékpárok gyártásába is, ezen a területen nagy riválisokkal kellett szembenéznie: a Hondával, a Suzukival, illetve a Yamahával.

### A technológiai innováció
A Bridgestone volt az első cég 1951-ben Japánban, mely a műselyem kábelt kezdte értékesíteni a piacokon, valamint egy  ötéves  projekt által egy másik Bridgestone gumigyár nyílt meg Kjóbasiban egy múzeummal együttvéve. A bevétel meghaladta a 10 000 000 000 jent, a gyár 25 éves fennállása alkalmából ünnepet is tartottak. 1959-ben a gyár már nejlongumikat is értékesített, 1960-ban létrehoztak az ilyen abroncsok számára egy külön gyárat is.

### Radiál gumiabroncsok és a tengerentúli terjeszkedés
1961-ben a tulajdonos, Isibasi Sódzsiró egy igazgatási reformot valósított meg, mely magába foglalta a termékek mennyiségi és minőségi ellenőrzését, később a tevékenységet elnevezték Deming-díjnak 1968-ban.

## Formula–1-ben
A Bridgestone 1976 óta gyártott gumiabroncsokat Formula–1-es autók számára. 121 győzelmével a második legsikeresebb beszállító ebben a sportágban. A Michelin kiszállása után 2007-től 2010-ig egyedüli gumibeszállító volt a királykategóriában. A 2011-es szezonban a Pirelli vette át a helyét, a Bridgestone pedig végleg búcsút intett ennek az autóversenynek.

## Magyarországon
2008 áprilisában kezdte meg a személyautó-abroncsok tömeggyártását a tatabányai gyár. A teljesen automatizált üzemben a japán cég új technológiájával a teljes üzem beindulása után akár napi 8000 nagy- méretű (20") és teljesítményű (UHP)  személy-, terepjáró-  abroncsot gyárthat. 2012-ben az anyacég további fejlesztéseket eszközölt, ezzel a gyárban 2017-re napi 14000 gumigyártására lesz lehetőség.